# آن ستون
آن ستون (بالإنجليزية: Anne Stone)‏ (1969)؛ كاتِبة وروائية كندية.